# Un nonno, quattro nipoti e un cane (serie televisiva)
Un nonno, quattro nipoti, un cane (A Family for Joe) è una serie televisiva statunitense in 9 episodi trasmessi per la prima volta nel corso di una sola stagione nel 1990.
È una sitcom incentrata sulle vicende di quattro ragazzi, Holly (Juliette Lewis), Nick (David Lascher e Chris Furrh), Chris (Ben Savage), e Mary (Jessica Player) che, divenuti orfani, vengono affidati ad un uomo senza fissa dimora, Joe (Robert Mitchum), che sarà per loro come un nonno.

## Personaggi e interpreti
- Joe Whitaker (9 episodi, 1990), interpretato da Robert Mitchum.
- Nick Bankston (9 episodi, 1990), interpretato da David Lascher.
- Chris Bankston (9 episodi, 1990), interpretato da Ben Savage.
- Mary Bankston (9 episodi, 1990), interpretata da Jessica Player.
- Holly Bankston (9 episodi, 1990), interpretata da Juliette Lewis.
- Roger Hightower (9 episodi, 1990), interpretato da Barry Gordon.
È il vicino di Joe, ex controllore di volo.

## Produzione
La serie fu prodotta da Grosso Jacobson e National Broadcasting Company. Le musiche furono composte da Charles Fox. Tra i registi della serie è accreditatio Alan Rafkin (6 episodi, 1990). Tra gli sceneggiatori Dave Caplan (9 episodi, 1990).

## Distribuzione
La serie fu trasmessa negli Stati Uniti dal 24 marzo 1990 al 19 agosto 1990 sulla rete televisiva NBC. In Italia è stata trasmessa su RaiUno e poi su reti locali con il titolo Un nonno, quattro nipoti, un cane.

## Episodi
| Stagione       | Episodi | Prima TV USA |
| -------------- | ------- | ------------ |
| Prima stagione | 9       | 1990         |